# Hjalmar Mellin

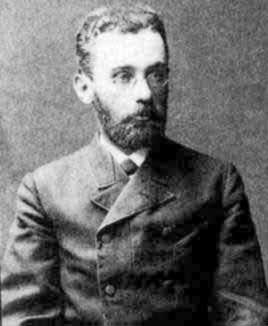
Hjalmar Mellin

Robert Hjalmar Mellin (* 19. Juni 1854 in Tyrnävä (Kirchspiel Liminka); † 5. April 1933 in Helsinki) war ein finnischer Mathematiker, der vor allem durch die von ihm entwickelte Mellin-Transformation bekannt wurde.

## Leben
Mellin war der Sohn eines Geistlichen. Er wuchs in Hämeenlinna auf, wo er auch die Schule besuchte, und studierte dann an der Universität Helsinki. Sein Lehrer war dort der Mathematiker Gösta Mittag-Leffler. 1881 reichte Mellin seine Dissertation ein und wurde 1882 promoviert. 1881/82 studierte er in Berlin unter Karl Weierstraß. Von 1884 bis 1891 war er Dozent in Stockholm, wo er jedoch keine Vorlesungen gab. Danach war er als Lecturer für Mathematik am Polytechnischen Institut Helsinki tätig. Von 1904 bis 1907 war er Direktor des polytechnischen Instituts und wurde 1908 Professor. Er trat 1926 in den Ruhestand. Er war ein Mitbegründer der Finnischen Akademie der Wissenschaften.
Seine mathematischen Forschungen führten zur Entwicklung der wichtigen Mellin-Transformation. Er studierte damit zusammenhängend unter anderem Gammafunktionen, hypergeometrische Funktionen, Dirichletreihen und die riemannsche ζ-Funktion. Ungewöhnlich für einen Mathematiker schrieb er in den letzten Jahren seines Lebens einige kritische philosophische Arbeiten über die Relativitätstheorie, deren Raumzeitkonzept er ablehnte. Siehe auch: Kritik an der Relativitätstheorie.